# Европско првенство у атлетици у дворани 1974 — скок мотком за мушкарце
Такмичење у скоку мотком у мушкој конкуренцији на 5. Европском првенству у атлетици у дворани 1974. одржано је 10. марта 1973. године у дворани Скандинавијум у Гетеборгу, (Шведска).
Титулу освојену у Ротрдаму 1973. бранио је Ренато Дионизи из Италије.

## Земље учеснице
Учествовало је 12 атлетичара из 8 земаља.
1. Финска (1)
2. Италија (2)
3. Западна Немачка (2)
4. Пољска (2)
5. Совјетски Савез (2)
6. Уједињено Краљевство (1)
7. Француска (1)
8. Шведска (1)

## Рекорди
| Рекорди пре почетка Европског првенства у дворани 1974. | Рекорди пре почетка Европског првенства у дворани 1974. | Рекорди пре почетка Европског првенства у дворани 1974. | Рекорди пре почетка Европског првенства у дворани 1974. | Рекорди пре почетка Европског првенства у дворани 1974. | Рекорди пре почетка Европског првенства у дворани 1974. |
| ------------------------------------------------------- | ------------------------------------------------------- | ------------------------------------------------------- | ------------------------------------------------------- | ------------------------------------------------------- | ------------------------------------------------------- |
| Светски рекорд                                          | Стив Смит                                               | САД                                                     | 5,49                                                    | Њујорк, САД                                             | 25. фебруар 1973.                                       |
| Европски рекорд                                         | Ћел Исаксон                                             | Шведска                                                 | 5,45                                                    | Инглвуд, САД                                            | 25. фебруар 1972.                                       |
| Рекорди европских првенстава                            | Волфганг Нордвиг                                        | Источна Немачка                                         | =5,40                                                   | Гренобл, Француска                                      | 12. март 1972.                                          |
| Рекорди европских првенстава                            | Ханс Лагерквист                                         | Шведска                                                 | =5,40                                                   | Гренобл, Француска                                      | 12. март 1972.                                          |
| Рекорди европских првенстава                            | Ренато Дионизи                                          | Италија                                                 | =5,40                                                   | Ротердам, Холандија                                     | 10. март 1973.                                          |
| Рекорди после завршеног Европског првенства 1974.       |                                                         |                                                         |                                                         |                                                         |                                                         |
| Нових рекорда није било.                                |                                                         |                                                         |                                                         |                                                         |                                                         |

## Освајачи медаља
|                         |                       |                              |
| Тадеуш Слусарски Пољска | Анти Калиомаки Финска | Јанис Лаурис Совјетски Савез |

## Резултати

### Финале
| Пласман | Атлетичарка       | Земља                | Резултат | Белешка |
| ------- | ----------------- | -------------------- | -------- | ------- |
|         | Тадеуш Слесарски  | Пољска               | 5,35     | ЛРСд    |
|         | Анти Калиомеки    | Финска               | 5,30     | ЛРСд    |
|         | Јанис Лаурис      | Совјетски Савез      | 5,30     | ЛРд     |
| 4.      | Рајхард Курецки   | Западна Немачка      | 5,20     | ЛРд     |
| 5.      | Војћех Бућински   | Пољска               | 5,20     | ЛРСд    |
| 6.      | Фоклер Ол         | Западна Немачка      | 5,20     | ЛРд     |
| 7.      | Јевгениј Тананика | Совјетски Савез      | 5,20     | ЛРд     |
| 8.      | Ренато Дионизи    | Италија              | 5,10     | ЛРСд    |
| 9.      | Јуриј Исаков      | Француска            | 5,00     | ЛРСд    |
| 10.     | Мајк Бил          | Уједињено Краљевство | 5,00     | ЛРСд    |
| 11.     | Ћел Исаксон       | Шведска              | 5,00     | ЛРСд    |
| 12.     | Силвио Фраквели   | Италија              | 5,00     | ЛРСд    |

## Укупни биланс медаља у скоку мотком за мушкарце после 5. Европског првенства у дворани 1970—1974.
|    | Земља           | Злато | Сребро | Бронза | Укупно |
| -- | --------------- | ----- | ------ | ------ | ------ |
| 1. | Источна Немачка | 2     | 0      | 1      | 3      |
| 2. | Француска       | 1     | 0      | 1      | 2      |
| 3  | Италија         | 1     | 0      | 0      | 1      |
| 3  | Пољска          | 1     | 0      | 0      | 1      |
| 5, | Шведска         | 0     | 3      | 0      | 3      |
| 6. | Финска          | 0     | 1      | 1      | 2      |
| 7, | Западна Немачка | 0     | 1      | 0      | 1      |
| 8. | Совјетски Савез | 0     | 0      | 2      | 1      |
|    | Укупно {8}      | 5     | 5      | 5      | 15     |

|    | Атлетичар        | Земља           | Злато | Сребро | Бронза | Укупно |
| -- | ---------------- | --------------- | ----- | ------ | ------ | ------ |
| 1. | Волфганг Нордвиг | Источна Немачка | 2     | 0      | 1      | 3      |
| 2. | Ћел Исаксон      | Шведска         | 0     | 2      | 0      | 2      |
| 3. | Анти Калиомеки   | Финска          | 0     | 1      | 1      | 2      |